# لاسي أرنسن
لاسي أرنسن (بالنرويجية البوكمول: Lasse Arnesen)‏ هو متزحلق جبال الألب نرويجي، ولد في 1965 في أوسلو في النرويج.

## وصلات خارجية
- لاسي أرنسن على موقع الاتحاد الدولي للتزلج (التزلج على المنحدرات الثلجية) (الإنجليزية)
- لاسي أرنسن على موقع أوليمبيديا (الإنجليزية)